# SöStB Galantha
Az SöStB  GALANTHA sorozat négy szerkocsis gőzmozdonysorozataa volt a cs. kir. Délkeleti Államvasútnak (röviden: SöStB, németül: k.k. Südöstlichen Staatsbahn).
A SöStB, hogy növelje 1B tengelyelrendezésű személyvonati mozdonyállományát 1850-ben vásárolt négy mozdonyt a Maffei Mozdonygyártól Münchenből. A mozdonyok külsőkeretesek voltak, a kereten kívül vízszintesen elhelyezett gőzhengerekkel. A vezérmű és a gőzelosztást végző tolattyúk a kereten belül kerültek elhelyezésre. A mozdonyokat az akkori szokásoknak megfelelően elnevezték: GALANTHA, SELLYE, UDVARD és SZOBB neveket, valamint az 53–56 pályaszámokat kapták. Összehasonlítva az egy évvel későbbi építésű GYULA - MONOSTOR sorozattal, már modernebbek voltak azoknál félhenger alakú állókazánfedelükkel.
Amikor 1855-ben az SöStB-t az ÁVT felvásárolta, a mozdonyokat saját pályaszámokkal látta el. Előbb 370–373, majd 1873-tól 336–339 lett a pályaszámuk. Mind a négy mozdonyt selejtezték 1897-ben.

## Fordítás
- Ez a szócikk részben vagy egészben  a   SöStB – Galantha bis Szobb című német Wikipédia-szócikk fordításán alapul.  Az eredeti cikk szerkesztőit annak laptörténete sorolja fel. Ez a jelzés csupán a megfogalmazás eredetét és a szerzői jogokat jelzi, nem szolgál a cikkben szereplő információk forrásmegjelöléseként.